# Bataille de Boukamal (2018)
Pour les articles homonymes, voir Bataille de Boukamal.
Guerre civile syrienne
Batailles
La bataille de Boukamal a lieu en juin 2018 lors de la guerre civile syrienne. 

## Prélude
En recul pendant l'année 2017 dans l'est de la Syrie face aux troupes du régime syrien et des Forces démocratiques syriennes, l'État islamique conserve cependant une présence depuis le début de l'année 2018 dans une zone située au sud de Mayadine, à l'est de Palmyre et à l'ouest de Boukamal. En mai 2018, un regain d'attaques djihadistes contre des postes militaires loyalistes est observé. Fin mai, les forces djihadistes de la Badiya bénéficient du renfort d'environ 800 combattants venus de Yarmouk, au sud de Damas, accompagnés de centaines de membres de leurs familles, après un accord d'évacuation conclu avec le régime syrien. La coalition internationale estime alors qu'environ 2 000  à   2 500 combattants de l'État islamique sont encore présents dans la poche de la Badiya, sur la rive ouest de l'Euphrate.

## Déroulement

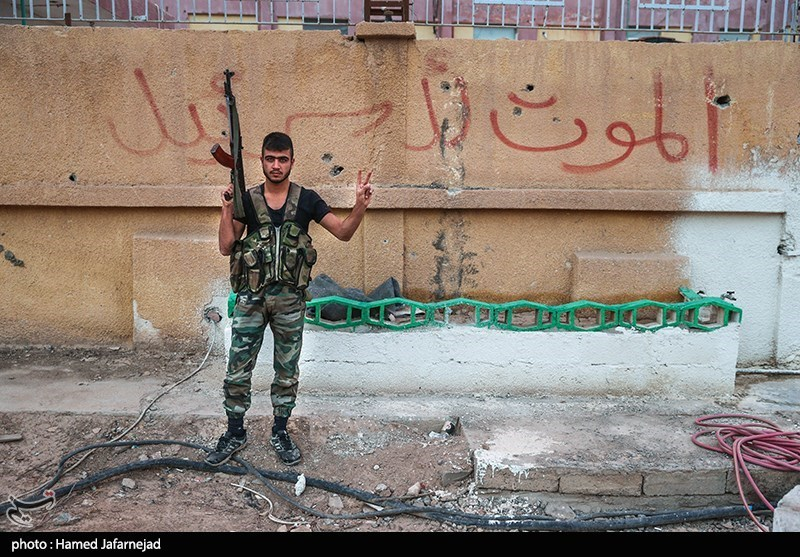
Un milicien des Forces de défense nationale dans la ville en décembre 2018.

Le 3 juin 2018, l'État islamique lance une offensive en direction de la ville de Boukamal. Les combats ont alors lieu dans des villages, au nord-ouest de la ville. Entre le 3 et le 5 juin, les djihadistes s'emparent de quatre villages. Cependant le 6 juin, les loyalistes reprennent la plupart des positions perdues.
Mais le 8 juin, les forces de l'EI repartent à l'assaut,. Les djihadistes effectuent dix attaques kamikazes, dont quatre avec des véhicules piégés, et dans la journée ils reprennent pied à l'intérieur de la ville de Boukamal,. Le nord et l'ouest de la ville sont repris par l'EI, tandis que les combats se poursuivent au centre. Cependant, les loyalistes envoient des renforts et le 9 juin les djihadistes reculent jusqu'aux limites de la ville de Boukamal. Le 11 juin, les loyalistes reprennent entièrement Boukamal et les hommes de l'EI se replient dans le désert,,.

## Les pertes
Selon l'Observatoire syrien des droits de l'homme (OSDH), du 3 au 5 juin les combats font au moins 45 morts chez les loyalistes et 26 morts chez les djihadistes,. L'OSDH indique également que la majorité des loyalistes tués sont alors des miliciens chiites étrangers : des Irakiens, des Afghans et des Libanais du Hezbollah,. Le 6 juin, le bilan passe à au moins 55 tués pour les loyalistes, dont trois membres du Hezbollah et six Iraniens, ainsi que 31 djihadistes.
Les 8 et 9 juin, au moins 30 loyalistes et 21 djihadistes sont encore tués dans les combats à l'intérieur de Boukamal selon l'OSDH. Le 11 juin, le bilan monte à au moins 48 loyalistes tués — dont 31 soldats et miliciens syriens, un chef du Hezbollah, cinq Irakiens, et onze combattants originaires d'Iran ou d'Asie — ainsi qu'au moins 32 djihadistes, dont 10 kamikazes,. 
Selon le média pro-régime Al-Masdars News, le major-général Ali al-Hussein, chef de la 11e division blindée de l'armée syrienne, meurt le 9 juin à Boukamal, d'une crise cardiaque,.